# Greatest Hits! Part 1 (álbum de Vengaboys)
¡Greatest Hits! Part 1 es el primer álbum recopilatorio de grandes éxitos del grupo Holandés Vengaboys. El álbum se publicó en octubre de 1998 en Benelux, pocos meses después de su álbum debut, Up & Down - The Party Album. El álbum alcanzó el número 1 en las listas holandesas y fue certificado disco de platino.

## Lista de Canciones
| Greatest Hits! Part 1 |                                   |          |  |
| N.º                   | Título                            | Duración |  |
| 1.                    | «We Like to Party (The Vengabus)» | 3:41     |  |
| 2.                    | «Boom, Boom, Boom, Boom!!»        | 3:21     |  |
| 3.                    | «Ho Ho Vengaboys»                 | 3:40     |  |
| 4.                    | «Up and Down»                     | 4:02     |  |
| 5.                    | «We're Going to Ibiza»            | 3:08     |  |
| 6.                    | «Parada de Tettas»                | 4:03     |  |
| 7.                    | «To Brazil!» (medium radio)       | 3:06     |  |
| 8.                    | «Movin' Around»                   | 3:47     |  |
| 9.                    | «Overwhelm Yourself»              | 4:26     |  |
| 10.                   | «You and Me»                      | 5:23     |  |
| 11.                   | «The Vengabeat»                   | 4:08     |  |
| 12.                   | «Paradise...»                     | 7:05     |  |
| 13.                   | «Superfly Slick Dick»             | 5:20     |  |
| 14.                   | «All Night Passion»               | 3:41     |  |
| 15.                   | «24 Hours»                        | 6:39     |  |
| 16.                   | «To the Rhythm»                   | 6:12     |  |
| 69:42                 |                                   |          |  |

## Charts

### Weekly charts
| Chart (1998–1999)            | Peak position |
| ---------------------------- | ------------- |
| Bélgica (Ultratop flamenca)  | 3             |
| Países Bajos (Album Top 100) | 1             |

### Year-end charts
| Chart (1998)                              | Position |
| ----------------------------------------- | -------- |
| Países Bajos Dutch Albums (Album Top 100) | 54       |
| Chart (1999)                              | Position |
| Países Bajos Dutch Albums (Album Top 100) | 6        |